# 팡 (드래곤볼)
(팡)은 토리야마 아키라의 만화 드래곤볼 애니메이션의 등장 인물이다.

## 행적
손오공의 손녀이자 손오반의 딸이다. 여자아이지만 격투에 상당한 소질이있어 천하제일무술대회에 출전한다. 드래곤볼GT 에서는 손오공, 트랭크스와 함께 드래곤볼을 찾는 여행을 떠난다. 여행 도중 기르라는 로봇 친구를 만나 함께 여행하며, 친해지는 계기가 된다. 100년 후에는 할머니가 되어 손오공과 닮은 손자를 얻는다.